# Nadezhdiella fulvopubens
Nadezhdiella fulvopubens är en skalbaggsart som först beskrevs av Maurice Pic 1933.  Nadezhdiella fulvopubens ingår i släktet Nadezhdiella och familjen långhorningar.
Artens utbredningsområde är Laos. Inga underarter finns listade i Catalogue of Life.